# Masacrul asupra latinilor din Constantinopol
Masacrul asupra latinilor din Constantinopol (în italiană Massacro dei Latini, în greacă Σφαγὴ τῶν Λατίνων) a fost un genocid asupra populației romano-catolice (așa numiții „latini”) din capitala Imperiului Bizantin, în luna aprilie a anului 1182. Numărul victimelor, în principal genovezi, venețieni și pisani, este estimat la 60.000 de persoane. Circa 4.000 de supraviețuitori au fost vânduți ca sclavi către Sultanatul de Rum.
Masacrul a provocat resentimente antibizantine în Europa Occidentală, fapt care s-a concretizat în expediția normandă a regelui Wilhelm al II-lea al Siciliei, care a ocupat Salonicul în 1185, și în deturnarea Cruciadei a patra (1202-1204) și proclamarea Imperiului Latin de Constantinopol.

## Supraviețuitori
Între supraviețuitorii mascacrului s-a numărat Leon Tuscus, traducătorul Liturghiei Sfântului Ioan Gură de Aur în latină.